# Emily Newnham
Emily Newnham (19 maggio 2004) è un'ostacolista e velocista britannica.

## Record nazionali
Seniores
- Staffetta 4x400 m indoor: 3'24"89 ( Apeldoorn, 9 marzo 2025) (Lina Nielsen, Hannah Kelly, Emily Newnham, Amber Anning)

## Progressione

### 400 metri piani
| Stagione | Misura   | Luogo      | Data      | Rank. Mond. |
| -------- | -------- | ---------- | --------- | ----------- |
| 2025     | 50"84    | Madrid     | 27-6-2025 |             |
| 2024     | 53"06(i) | Sheffield  | 25-2-2024 |             |
| 2023     | 52"15    | Chelmsford | 23-7-2023 |             |
| 2022     | 53"39    | Londra     | 20-7-2022 |             |
| 2021     | 55"88    | Londra     | 5-9-2021  |             |
| 2020     | 56"36    | Chelmsford | 30-8-2020 |             |

### 400 metri ostacoli
| Stagione | Misura  | Luogo       | Data      | Rank. Mond. |
| -------- | ------- | ----------- | --------- | ----------- |
| 2025     | 54"08   | Bergen      | 19-7-2025 |             |
| 2024     | 56"85   | Nivelles    | 16-6-2024 |             |
| 2023     | 57"02   | Gerusalemme | 10-8-2023 |             |
| 2022     | 59"03   | Manchester  | 25-6-2022 |             |
| 2021     | 1'00"01 | Manchester  | 9-7-2021  |             |

## Palmarès
| Anno | Manifestazione | Sede        | Evento        | Risultato      | Prestazione | Note                                                           |
| ---- | -------------- | ----------- | ------------- | -------------- | ----------- | -------------------------------------------------------------- |
| 2023 | Europei U20    | Gerusalemme | 400 m hs      | 4ª             | 57"02       | Miglior prestazione personale                                  |
| 2024 | World Relays   | Nassau      | 4x400 m       | 4ª             | 3'25"84     | [ 1 ]                                                          |
| 2024 | Europei        | Roma        | 4x400 m mista | 5ª             | 3'13"97     |                                                                |
| 2025 | Europei indoor | Apeldoorn   | 4x400 m       | Argento        | 3'24"89     | [ 2 ]                                                          |
| 2025 | Europei indoor | Apeldoorn   | 4x400 m mista | Bronzo         | 3'16"49     | [ 3 ]                                                          |
| 2025 | World Relays   | Guangzhou   | 4x400 m       | Qual. mondiali | 3'24"46     |                                                                |
| 2025 | World Relays   | Guangzhou   | 4x400 m mista | 4ª             | 3'14"74     | [ 4 ]                                                          |
| 2025 | Europei U23    | Bergen      | 400 m hs      | Oro            | 54"09       | Record dei campionati · Miglior prestazione personale          |
| 2025 | Europei U23    | Bergen      | 4x400 m       | Oro            | 3'26"52     | Record dei campionati · Miglior prestazione nazionale under 23 |

## Campionati nazionali
2022
- 14ª nelle semifinali ai campionati britannici indoor (Birmingham), 400 metri piani - 55"09
- ritirata ai campionati britannici (Manchester), 400 metri ostacoli

2023
- 9ª nelle semifinali ai campionati britannici indoor (Birmingham), 400 metri piani - 54"71

- Bronzo ai campionati britannici (Manchester), 400 metri ostacoli - 57"13

2024
- 9ª nelle semifinali ai campionati britannici indoor (Birmingham), 400 metri piani - 54"21

2025
- 4ª ai campionati britannici indoor (Birmingham), 400 metri piani - 52"16
- Argento ai campionati britannici (Birmingham), 400 metri ostacoli - 55"64

## Altre competizioni internazionali
2025
- 5ª ai Campionati europei a squadre, ( Madrid), 400 metri piani - 50"84
- Bronzo ai Campionati europei a squadre, ( Madrid), Steffetta 4x400 mista - 3'09"66